# Ведекинд, Антон Христиан
Антон Христиан Ведекинд (нем. Anton Christian Wedekind; вариант имени — Антон-Христиан или Антуан, 14 мая 1763, Виссельхёведе — 14 марта 1845, Люнебург) — немецкий историк.

## Биография
Начал изучать юриспруденцию в 1782 году в Хельмштедте; переехал в Геттинген в 1784 году.
Занимал судебные должности в Ганновере.
Во время французского владычества он управлял подпрефектурой округа Люнебург.
Позже был начальником Люнебургской Дворянской Академии (нем. Ritterakademien).
В 1819 году передал более 8000 золотых талеров Королевскому обществу наук в Геттингене.
Учредил премии за лучшие работы по немецкой истории: через каждые десять лет по три премии в 1000 талеров каждая. Премия имени Ведекинда (нем. Wedekind-Preis) вручается по сей день.

## Работы
Участвовал в вагнеровском издании «Chronicon» епископа Дитмара (Титмара) Мерзебургского (Нюрнберг, 1807), написал «Welthistor. Erinnerungsblätter» (2 изд., Люнебург, 1845), «Handbuch der Welt und Völkergeschichte» (Люнебург, 1814, 3 изд. 1824), «Chronol. Handbuch der neuern Geschichte» (2 т., Люнебург, 1816) и ряд других произведений.